# Eleccions legislatives xipriotes de 1960
Les Eleccions legislatives xipriotes de 1960 es van celebrar a Xipre el 24 de maig de 1960. El liberal Glafkos Klerides fou elegit president de la Cambra de Representants de Xipre.
Resum dels resultats electorals de 24 de maig de 1960 a la Cambra de Representants de Xipre
|                        | Front Patriòtic Πατριωτικό Μέτωπο                                             | 82.888  | 56,10 | 28 | - |
|                        | Partit Progressista del Poble Treballador Anorthotikon Komma Ergazemenou Laou | 51.719  | 35,01 | 7  | - |
|                        | Militants per a la Reunificació de Xipre Παγκύπριος Σύνδεσμος Αγωνιστών       | 5.397   | 3,65  | 0  |   |
|                        | Independents                                                                  | 7.736   | 5,24  | 0  | - |
|                        | Total (participació %)                                                        | 147.740 | 100.0 | 35 |   |
| Font: diaris xipriotes |                                                                               |         |       |    |   |